# Rebecca & Fiona

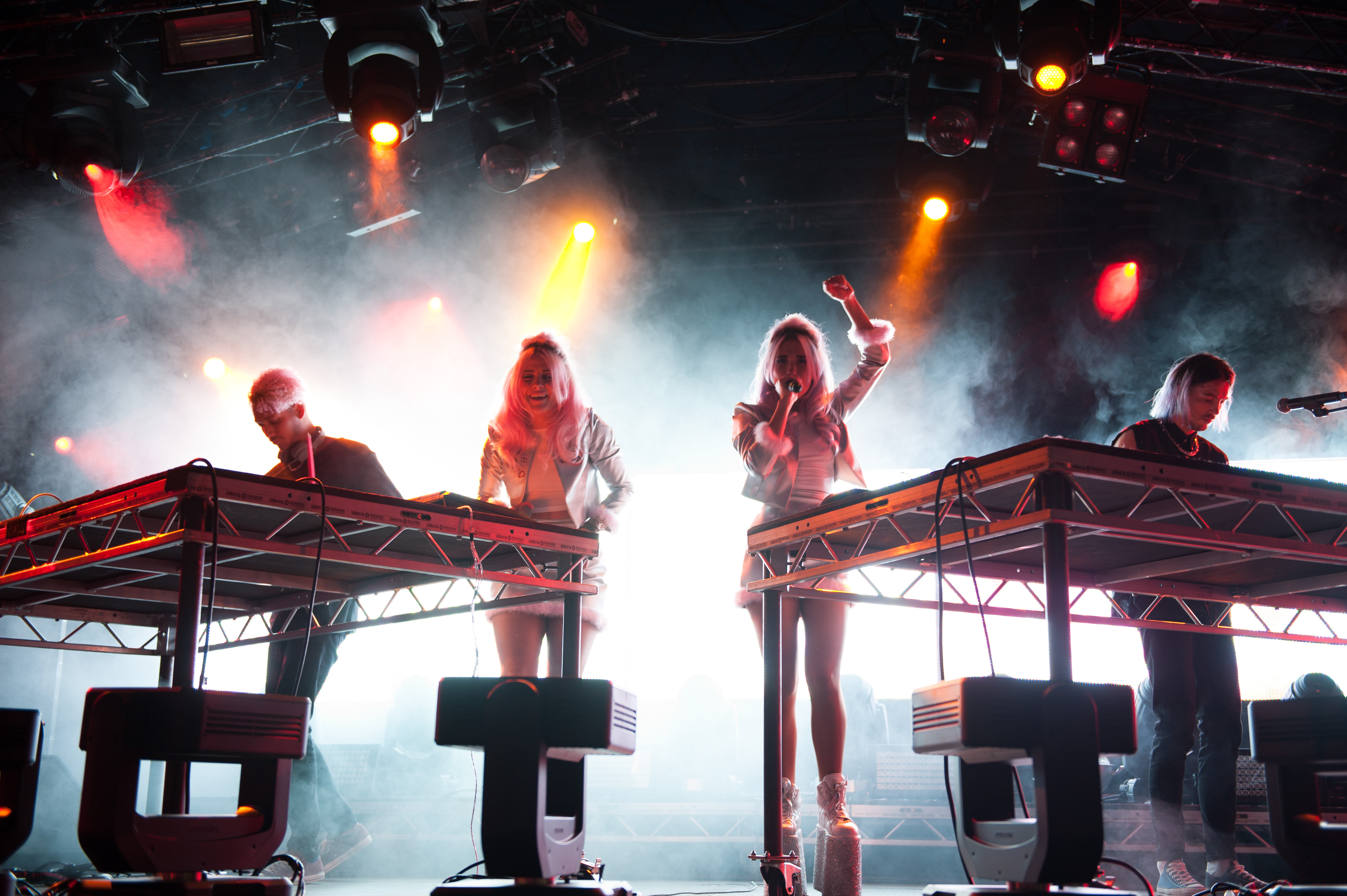
Rebecca & Fiona на фестивале Way Out West в августе 2014

Rebecca & Fiona — шведский DJ-дуэт из Стокгольма. В состав дуэта входят Ребекка Хейя и Фиона ФитсПатрик.

## История
Дуэт был основан в 2007 году, когда Ребекка и Фиона встретились на одной из вечеринок и решили вместе создавать музыку в качестве диджеев. В 2010 они выпустили свой дебютный сингл «Luminary Ones» и в 2010—2011 годах выступали с ним на разогреве у Robyn, другими знаковыми событиями в то время стали выступления на Polar Music Prize и шведском музыкальном фестивале Way Out West.
В январе 2011 Ребекка и Фиона выпускают свой третий сингл «Bullets», который вошел в их дебютный альбом I Love You, Man!, выпущенный в ноябре 2011. В тот же год, дуэт номинирован в трех категориях премии «P3 Guld». Так же они были названы «Лучшим электро/дэнс» проектом в 2011 и 2015 году на шведской национальной премии Грэммис.
В 2014 они выпустили свой второй полноценный альбом Beauty Is Pain.

## Дискография

### Студийные альбомы
| Год  | Альбом         | Пик |
| Год  | Альбом         | SWE |
| ---- | -------------- | --- |
| 2011 | I Love You Man | 36  |
| 2014 | Beauty Is Pain | 31  |

### Синглы

#### В чартах
| Год  | Сингл        | Пик |
| Год  | Сингл        | SWE |
| ---- | ------------ | --- |
| 2011 | «Bullets»    | 29  |
| 2013 | «Taken Over» | 33  |
| 2015 | «Sayonara»   | 68  |

#### Другие
- 2010: «Luminary Ones»
- 2011: «If She Was Away» / «Hard»
- 2011: «Jane Doe»
- 2012: «Turn It Down» (with Kaskade)
- 2012: «Dance»
- 2012: «Giliap»
- 2013: «Union»[5]
- 2013: «Hot Shots»[6]
- 2014: «Candy Love»[7]
- 2014: «Holler»[7]
- 2016: «Drugstore Lovin'»
- 2016: «Shotgun»
- 2017: «Pop Bitches»

#### Как приглашенный исполнитель
- 2010: «Låna Pengar» (Basutbudet feat. Rebecca & Fiona)

#### Расширенное издание
- 2016: «Party Hard»